# Erythronium klamathense
Erythronium klamathense är en liljeväxtart som beskrevs av Elmer Ivan Applegate. Erythronium klamathense ingår i Hundtandsliljesläktet och i familjen liljeväxter. Inga underarter finns listade.

## Bildgalleri

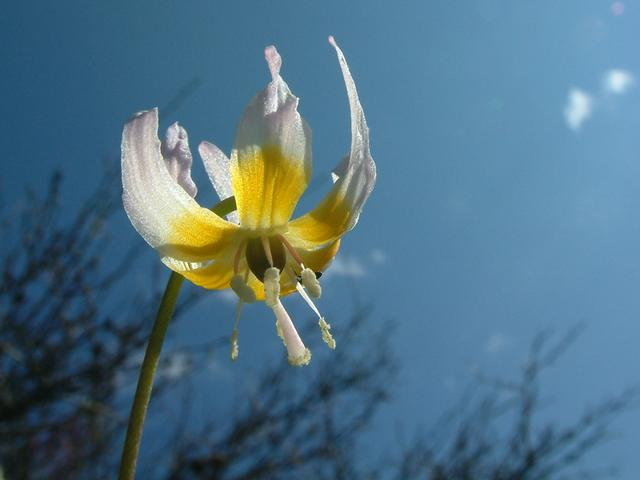